# Selenops bullerengue
Espèce
Selenops bullerengue est une espèce d'araignées aranéomorphes de la famille des Selenopidae.

## Distribution
Cette espèce est endémique de Colombie. Elle se rencontre dans les départements de Bolívar et de Sucre.

## Description
La femelle holotype mesure 7,96 mm et le mâle paratype 8,02 mm.

## Publication originale
- Crews, Galvis, Torres, Gutiérrez-Estrada, Sarmiento & Esposito, 2021 : « The flattie spiders of the Selenops isopodus species group (Araneae: Selenopidae) with a review of Selenops records from Colombia. » Zootaxa, no 4964(1), p. 61-82.